# 西溪乡 (遂川县)
西溪乡，是中华人民共和国江西省吉安市遂川县下辖的一个乡镇级行政单位。

## 行政区划
西溪乡下辖以下地区：
圩镇社区、千秋村、长源村、奖连村、横昌村、黄源村、西溪村、廖坊村和文坳村。